# 雪恩島
雪恩島（瑞典語：Tjörn）是瑞典第六大島嶼，位於布胡斯海岸、哥德堡市中心西北35公里。雪恩島是雪恩市镇的主島。雪恩橋（Tjörnbron）連接雪恩島和大陸，也有橋連接北方的烏魯斯特島。島上最大城鎮謝爾港是市镇治所。